# Tepetzalan de Miguel Hidalgo
Tepetzalan de Miguel Hidalgo är en ort i Mexiko.   Den ligger i kommunen Cuetzalan del Progreso och delstaten Puebla, i den sydöstra delen av landet, 190 km öster om huvudstaden Mexico City. Tepetzalan de Miguel Hidalgo ligger 372 meter över havet och antalet invånare är 167.
Terrängen runt Tepetzalan de Miguel Hidalgo är huvudsakligen kuperad, men åt nordost är den platt. Runt Tepetzalan de Miguel Hidalgo är det tätbefolkat, med 383 invånare per kvadratkilometer. Närmaste större samhälle är Ciudad de Cuetzalan, 6,6 km sydväst om Tepetzalan de Miguel Hidalgo. I omgivningarna runt Tepetzalan de Miguel Hidalgo växer huvudsakligen savannskog.